# Maurice Manificat
Maurice Manificat (* 4. dubna 1986, Sallanches) je francouzský běžec na lyžích. Jeho nejsilnější disciplínou je bruslení, vyhovují mu především střední a delší tratě. Ziskem čtyř bronzových medailí ze Zimních olympijských her je nejúspěšnějším francouzským běžcem na lyžích, ovšem Roddy Darragon získal stříbro (Francie v běhu na lyžích celkem 5 medailí na ZOH). Rovněž na Mistrovství světa je se čtyřmi medailemi nejúspěšnějším francouzským běžcem na lyžích, ovšem Vincent Vittoz se stal mistrem světa. Do třetice se francouzským rekordmanem stal počtem vítězství v závodech Světového poháru v běhu na lyžích, když s deseti vítězstvími překonal původního rekordmana Vincenta Vittoze (7 vítězství).
Startoval sedmkrát na Mistrovství světa a čtyřikrát na Zimních olympijských hrách.

## Výsledky na OH
| Rok  | Věk | 15 km | 30 km skiatlon | 50 km hromadný start | sprint | 4 × 10 km štafeta muži | sprint dvojic |
| ---- | --- | ----- | -------------- | -------------------- | ------ | ---------------------- | ------------- |
| 2010 | 23  | 6.    | 26.            | —                    | —      | 4.                     | —             |
| 2014 | 27  | —     | 8.             | 43.                  | —      | 3.                     | —             |
| 2018 | 31  | 5.    | 5.             | —                    | —      | 3.                     | 3.            |
| 2022 | 35  | 12.   | 23.            | 10.                  | —      | 3.                     | —             |

## Výsledky na MS
- 4 medaile – (1 stříbro, 3 bronzy)

| Rok  | Věk | 15 km | 30 km skiatlon | 50 km hromadný start | sprint | 4 × 10 km štafeta | sprint dvojic |
| ---- | --- | ----- | -------------- | -------------------- | ------ | ----------------- | ------------- |
| 2009 | 22  | —     | 47.            | —                    | —      | —                 | —             |
| 2011 | 24  | 6.    | 22.            | 45.                  | —      | 11.               | —             |
| 2013 | 26  | 18.   | 21.            | 24.                  | —      | 9.                | 6.            |
| 2015 | 28  | 2.    | 5.             | 14.                  | —      | 3.                | —             |
| 2017 | 30  | 23.   | 14.            | 9.                   | —      | 7.                | —             |
| 2019 | 32  | 25.   | —              | —                    | —      | 3.                | —             |
| 2021 | 34  | 16.   | —              | 26.                  | —      | 3.                | —             |

- Světový pohár:
  - 6. března 2010 Lahti 1. místo ve skiatlonu
  - 16. prosince 2012 Canmore 1. místo ve skiatlonu
  - 15. prosince 2013 Davos 1. místo v běhu na 30 km volně
  - 23. ledna 2016 Nové Město na Moravě 1. místo v běhu na 15 km volně